# Schönbeker Moor
Das Schönbeker Moor (auch Großes Moor) ist ein Moor im Kreis Rendsburg-Eckernförde. Es bildet die Grenze zwischen Loop (Holstein) und Schönbek. Das Hochmoor  diente dem Abbau von Torf. Bis 1888 war das Gebiet kommunalfrei und wurde im selben Jahr Dätgen, Loop und Schönbek eingegliedert.
Im Schönbeker Moor entspringen die Höllenau und die Olendieksau, die in den Brahmsee mündet. Damit liegt das Moor auf der Wasserscheide zwischen dem Flusssystem der Stör und dem der Wehrau, die heute in den Nord-Ostsee-Kanal fließt und früher in die Eider mündete.